# Stopki
Stopki (niem. Stolzenfeld) – wieś w Polsce położona w województwie warmińsko-mazurskim, w powiecie bartoszyckim, w gminie Sępopol. W latach 1975–1998 miejscowość administracyjnie należała do województwa olsztyńskiego.
Na lewym brzegu rzeki Łyny znajdują się pozostałości dawnych ziemnych umocnień obronnych (dawniej zwane Hahnkenberg lub Hohnkeberg), najprawdopodobniej wykonanych przez Prusów. W Stopkach znajduje się stanica wodna na rzece Łynie

## Historia
Wieś lokowana w 1478 r. na prawie chełmińskim. W XVI i XVII była to wieś książęca a w XVIII – wieś królewska. Szkoła wiejska w Stopkach powstała w XVIII wieku. W 1935 r. pracowało w niej dwóch nauczycieli a uczyło się 79 dzieci. W 1939 r. we wsi mieszkało 390 osób.
W spisie powszechnym z 1983 r. Stopki były ujmowane łącznie z miejscowością Sępopolski Dwór. W tym czasie we wsi było 28 domów z 44 osobnymi mieszkaniami i 167 mieszkańcami. We wsi funkcjonowało 39 indywidualnych gospodarstw rolnych o łącznej powierzchni upraw 344 ha. W gospodarstwach tych było 282 sztyki bydła (w tym 154 krowy), 262 sztuki nierogacizny, 25 koni i 25 owiec. W tym czasie we wsi była biblioteka, świetlica, sala kinowa na 60 miejsc, sklep wielobranżowy. W 1983 r. w PGR Stopki było 13 domów z 32 mieszkaniami i 154 mieszkańcami. W PGRze znajdował się punkt biblioteczny.
Od 2000 roku w czerwcu odbywa się jednodniowy Międzynarodowy Spływ Kajakowy Rzeką Łyną na trasie Stopki-Prawdinsk (Obwód królewiecki, Rosja).

## Zabytki
- Przydrożna kapliczka, murowana, pseudogotycka z początków XX w.

## Ludzie związani z miejscowością
- Bazyli Trojanowski, rzeźbiarz ludowy, rolnik ze Stopek, ur. 1948 r. Prace swoje wystawiał na wystawach krajowych oraz zagranicznych.